# Halga
Ne doit pas être confondu avec Helgi.
Halga, également appelé Helgi, Helgo ou Helghe, est un roi danois légendaire de la dynastie des Scyldingas ou Skjöldungar.
Il apparaît dans le Chronicon Lethrense et la Gesta Danorum, deux chroniques médiévales d'origine danoise, ainsi que dans la Saga de Hrólf Kraki et la Saga des Skjöldungar, deux textes produits en Islande. Il est aussi brièvement mentionné dans le poème anglo-saxon Beowulf. Il est systématiquement décrit comme le fils de Halfdan, le frère de Hróarr et le père de Hrólfr Kraki, issu d'un rapport incestueux avec sa fille Yrsa.

## Attestations

### Dans laSaga de Hrólf Kraki

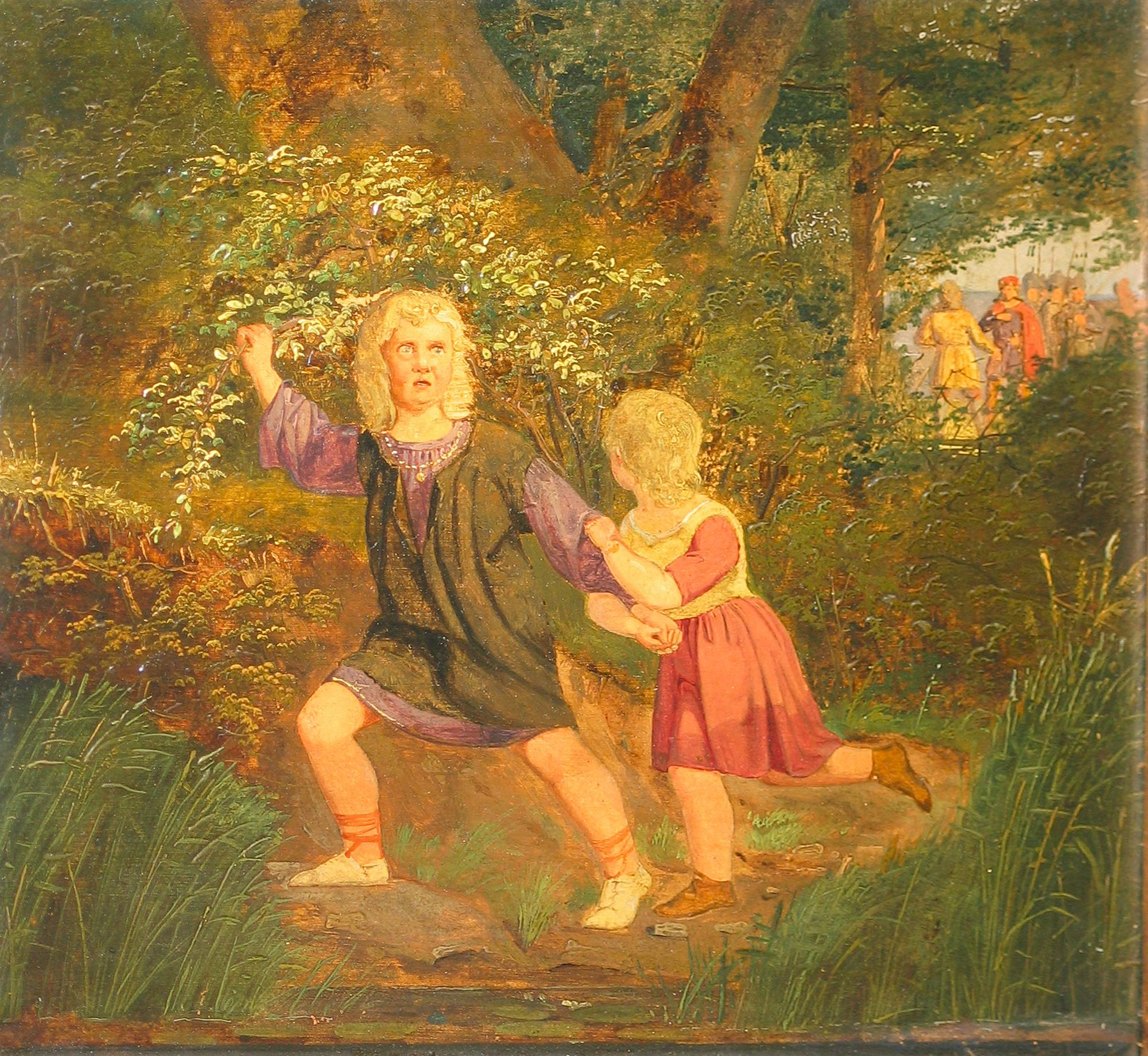
Hroar et Helge fuyant les assassins de leur père par le peintre danois du XIXe siècle Christian Rosenberg.

Dans la Saga de Hrólf Kraki, le roi danois Halfdan a deux fils : Hróarr, de tempérament doux et conciliant, et Helgi, plus entreprenant et belliqueux. Il a également une fille, Signý. Halfdan est tué par son ambitieux frère Fróthi (en), qui s'efforce en vain d'éliminer ses neveux. Les deux jeunes garçons parviennent à venger leur père et montent sur le trône.
Helgi se rend en Saxe pour courtiser la reine Olof, mais celle-ci méprise ses avances. Durant son sommeil, elle lui fait raser le crâne et badigeonner le corps de goudron avant de le renvoyer sur son navire. Helgi revient quelque temps plus tard et utilise l'avarice d'Olof pour lui tendre un piège et s'emparer d'elle. De retour dans son pays, elle donne naissance à une fille, Yrsa.
Plusieurs années s'écoulent et Helgi rencontre Yrsa. Ignorant qu'elle est sa fille, il l'épouse et un fils, Hrólfr Kraki, naît de leur relation incestueuse. Ils filent le parfait amour jusqu'à ce qu'Oluf leur révèle la vérité. Yrsa met un terme à leur relation, bien que Helgi ne le souhaite pas, et retourne vivre avec sa mère avant d'épouser le roi suédois Adils.
Un soir de tempête, Helgi accueille chez lui une créature vieille et laide. Il accepte de la faire dormir dans son lit et découvre une femme d'une grande beauté. Ils couchent ensemble et la femme prévient Helgi qu'elle est enceinte et qu'il doit retrouver son enfant l'année suivante. Le roi promet, mais oublie de tenir sa promesse. Trois ans plus tard, la femme revient avec leur enfant, une fille au tempérament odieux nommée Skuld (en).
Après cet incident, Helgi se rend à la cour d'Adils, à Uppsala, pour réclamer le retour d'Yrsa. Celle-ci espère réconcilier les deux rois et incite Adils à organiser une grande fête pour Helgi. Couvert de cadeaux, celui-ci prend le chemin du retour, mais il tombe dans une embuscade tendue par Adils et meurt l'épée à la main.

### DansBeowulf

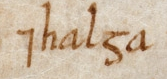
Le nom Halga dans le codex Nowell.

Halga est mentionné sans apparaître directement dans le poème anglo-saxon Beowulf comme l'un des enfants du roi danois Healfdene :
Il eut quatre enfants qui dans cet ordre

vinrent au monde et furent meneurs d'armées :

Heorogar et Hrothgar ainsi qu'Halga le Bon.

On dit que la fille épousa le roi Onela,

qu'elle partagea la couche du Belliqueux Scylfien.
— Beowulf, vers 59-63
L'indo-européaniste Jean Haudry voit dans ce passage un reflet des fonctions tripartites indo-européennes postulées par Georges Dumézil : Heorogar et Hrothgar incarneraient la fonction guerrière, Halga la fonction sacrée (le substantif halga signifie « saint » en vieil anglais) et la fille de Healfdene la fonction productrice liée à la fécondité.

## Arbres généalogiques
| Saga de Hrólf Kraki                                                                                           | Beowulf |
| --- | --- |
| - Halfdan - Signý - Hrókr - Hróarr - Agnar - Helgi - Yrsa (avec Olof) - Hrólfr Kraki (avec Yrsa) - Skuld (en) | - Healfdene - Heorogar - Heoroweard (en) - Hrothgar - Hrethric (en) - Hrothmund (en) - Freawaru (en) - Halga - Hrothulf - une fille |